# Permanganogrunerite
La permanganogrunerite è un minerale ipotetico appartenente al supergruppo dell'anfibolo.